# Zucht-Champignon
Der Zweisporige Egerling (Agaricus bisporus syn. Agaricus brunnecens, Agaricus hortensis), häufig als Zucht-Champignon bekannt und auch unter verschiedenen Namen (zum Beispiel Portobello) vermarktet, ist eine Pilzart der Gattung der Egerlinge (Agaricus). Er ist der weltweit am meisten angebaute Speisepilz und kann durch züchterische Bearbeitung in verschiedenen Größen- und Farbvariationen auftreten. Im Handel werden weiße Varianten unter den Bezeichnungen „Champignon“, „Weißer Champignon“, „Weißer Egerling“, „Zuchtchampignon“ oder „Kulturchampignon“ angeboten, während braune Pilze (Agaricus bisporus var. hortensis) als „Brauner Champignon“, „Brauner Egerling“ oder auch als „Steinchampignon“ oder „Steinpilzchampignon“ bezeichnet werden.

## Merkmale

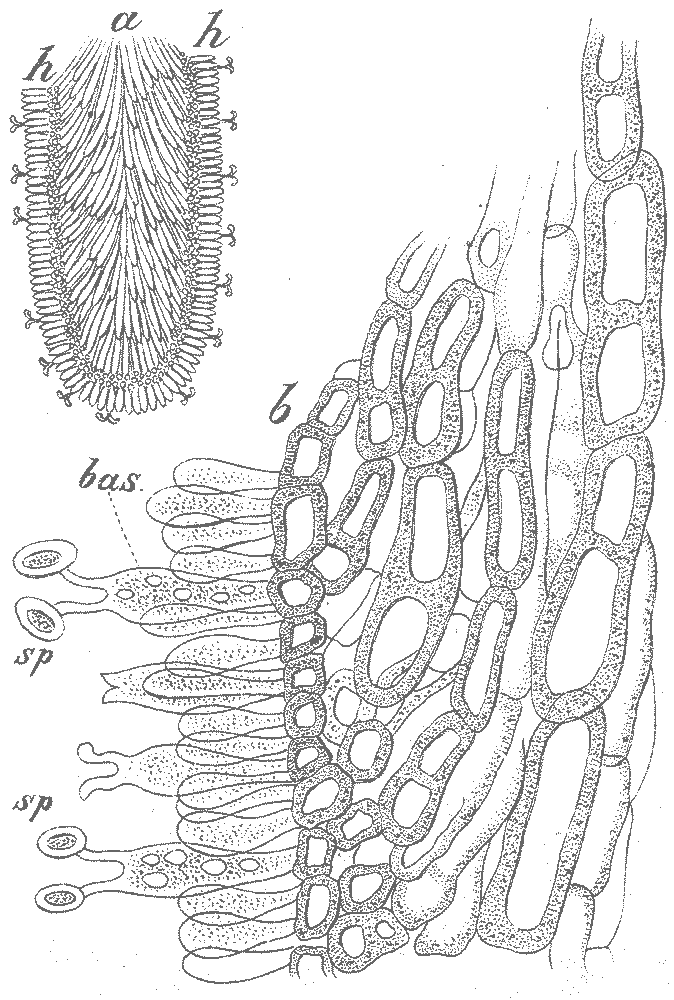
Mikrozeichnung: Fruchtschicht des Zucht-Champignons

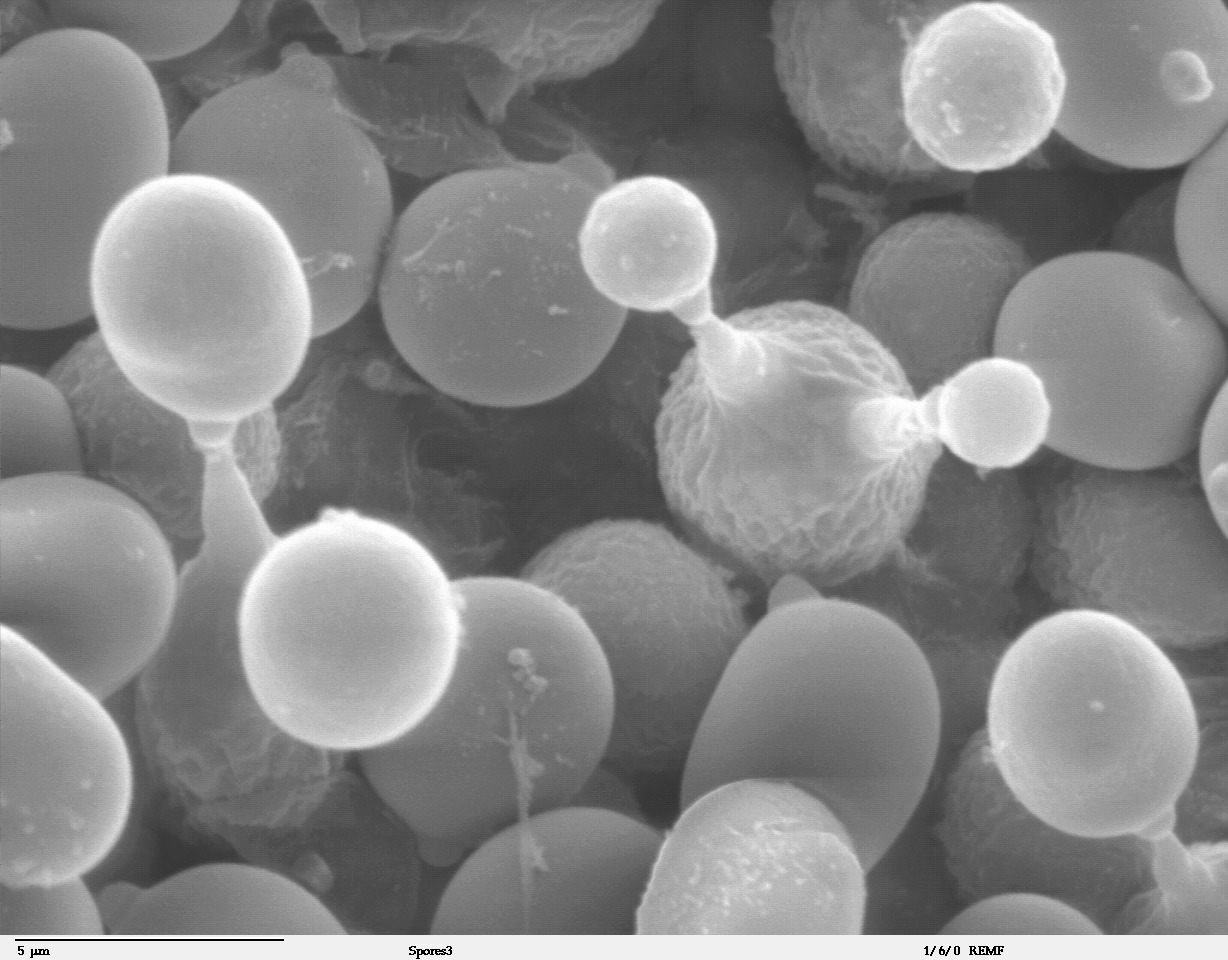
Fruchtschicht des Zucht-Champignons mit zweisporigen Basidien unter dem Rasterelektronenmikroskop

### Makroskopische Merkmale
Der Hut des Zucht-Champignons ist zunächst kugelig bis halbkugelig, später konvex bis abgeflacht, im Alter auch wellig verbogen und erreicht Durchmesser von 5 bis 13 Zentimeter. Die Hutoberfläche ist je nach Stamm weiß, beige oder braun gefärbt, glatt und matt, später vom Rand her in konzentrisch angeordnete, angedrückte Schuppen aufreißend. Der Hutrand ist glatt, die Lamellen überragend und lange heruntergebogen, in jungem Zustand ist er mit weißen Velumresten behangen. Die schmalen Lamellen sind jung rosa bis fleischfarben, bei zunehmender Reife purpurbraun bis schwarz werdend, die Lamellenschneiden sind glatt und weißlich. Der zylindrische, an der Spitze manchmal verjüngte Stiel wird 5 bis 8 Zentimeter lang und 2 bis 4 Zentimeter stark, er ist voll und starr. Über dem Ring ist er blass graurosa und fein längsfaserig, unterhalb weiß und längsfaserig. Der oberseits geriefte Ring ist weiß und aufsteigend (gestiefelt), aber umgekrempelt und so scheinbar hängend, jung dick und wulstig, später nur noch wenig vorstehend und kantig. Das Fleisch des Zweisporigen Egerlings ist weiß, nur im Stiel schwach gilbend an der Stielbasis und über den Lamellen schwach rötend, die Rotfärbung verblasst schnell wieder. Der Geschmack ist mild aromatisch und nussartig, der Geruch ist aromatisch und schwach säuerlich. Das Sporenpulver ist schokoladenbraun.

### Mikroskopische Merkmale
Hauptkennzeichen des Zweisporigen Egerlings sind die zweisporigen Basidien ohne Basalschnallen, wobei allerdings auch viersporige Formen vorkommen können. Die Sporen sind ellipsoid und 5,5 bis 8,5 Mikrometer lang sowie 4 bis 6,5 Mikrometer breit.

## Artabgrenzung
Der Zucht-Champignon ist durch seine zweisporigen Basidien gekennzeichnet. Sehr ähnlich ist der Flockige Champignon (Agaricus subfloccosus) mit ähnlichem Aufbau des Rings, aber flockigerem Velum, stärkerem Röten und viersporigen Basidien. Äußerlich ähnlich kann der Stadt-Champignon (Agaricus bitorquis) sein. Er besitzt einen zweiteiligen Ring aus einem aufsteigenden und einem absteigenden Abschnitt sowie festes Fleisch. Der Kompost-Champignon (Agaricus cappellianus) besitzt einen braunen Hut und einen hängenden Ring. Der Steppen-Champignon (Agaricus litoralis) hat ebenfalls einen hängenden Ring.

## Ökologie
Wie alle Champignon-Arten ist der Zweisporige Egerling ein Saprobiont, der auf nährstoffreichen Substraten wie Mist oder Kompost wächst. Freilandvorkommen in Mitteleuropa werden auf Komposthaufen oder Gewächshäusern in Gärten und Parkanlagen gefunden. Seltener treten sie an Wald- und Straßenrändern auf. Die Fruchtkörper erscheinen vorwiegend im Frühjahr und Sommer, seltener im Herbst.
Die Kultivierung der Art erfolgt auf kompostierten Substraten, die z. B. mit Kompost Pferde-, Hühner- oder Kuhmist hergestellt werden und oft mit einer Schicht aus Torf abgedeckt.

## Verbreitung
Der Zweisporige Egerling ist ein Kosmopolit und war ursprünglich wahrscheinlich auf der Nordhalbkugel in Asien, Nordafrika, Europa und Nordamerika zu finden. Zudem wurde er weltweit eingeschleppt. In Nordamerika ist die Art in Kanada und in den USA anzutreffen. In Nordafrika gibt es Funde in Marokko. In Asien existieren Nachweise aus Israel, Korea, China und Japan. In Europa sind Vorkommen von Spanien bis zu den Hebriden zerstreut bis mäßig häufig. In Deutschland kommt der Pilz zerstreut im Freiland vor, oft handelt es sich um Verwilderungen. Teilweise werden lokale Wildformen durch Kulturflüchtlinge verdrängt.

## Systematik
Die var. bisporus besitzt braune Hutschuppen. Die seltenere var. albidus hat einen weißen Hut. Darüber hinaus gibt es mehrere Kultursorten.

## Bedeutung

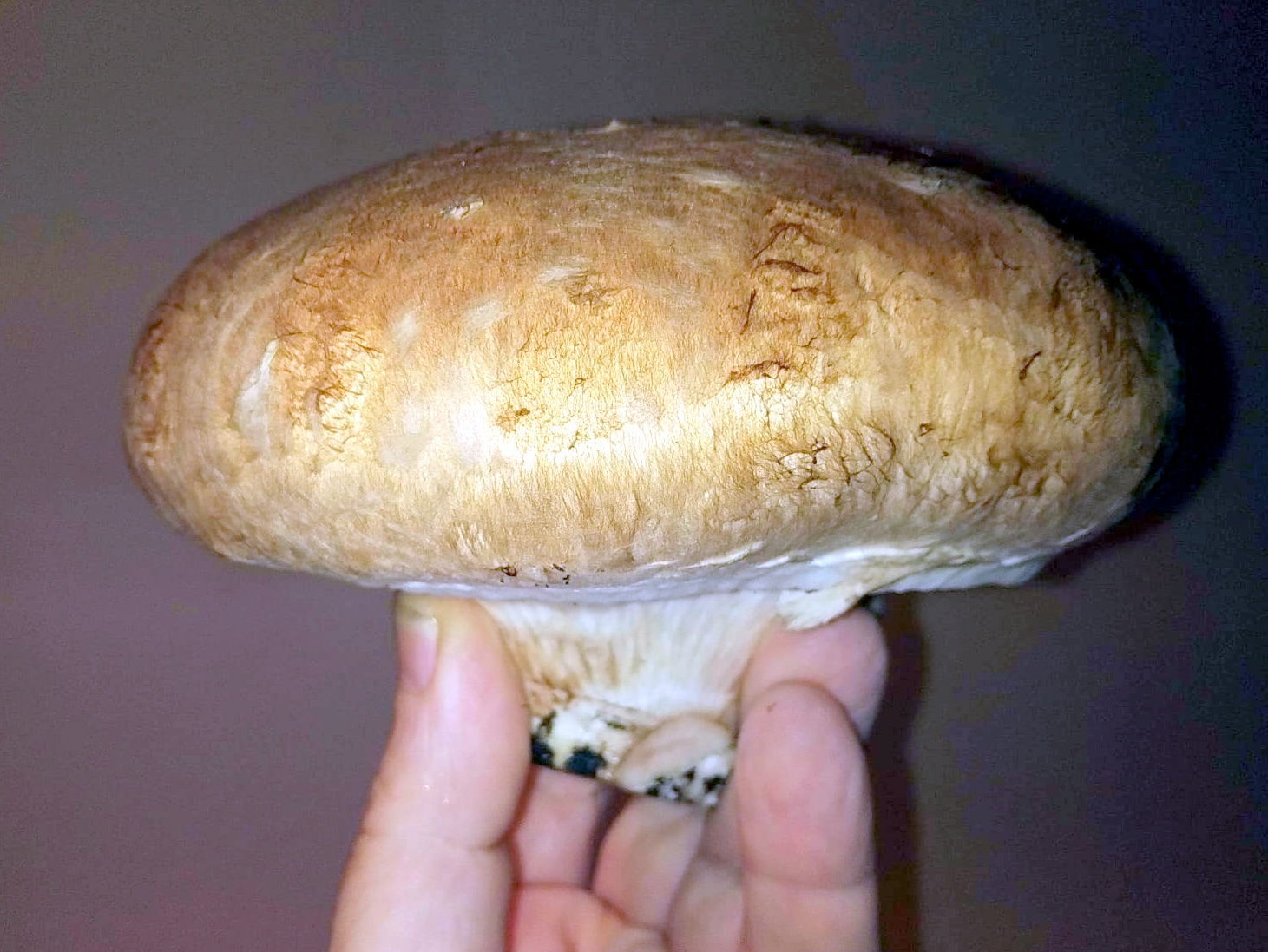
Portobello-Champignon

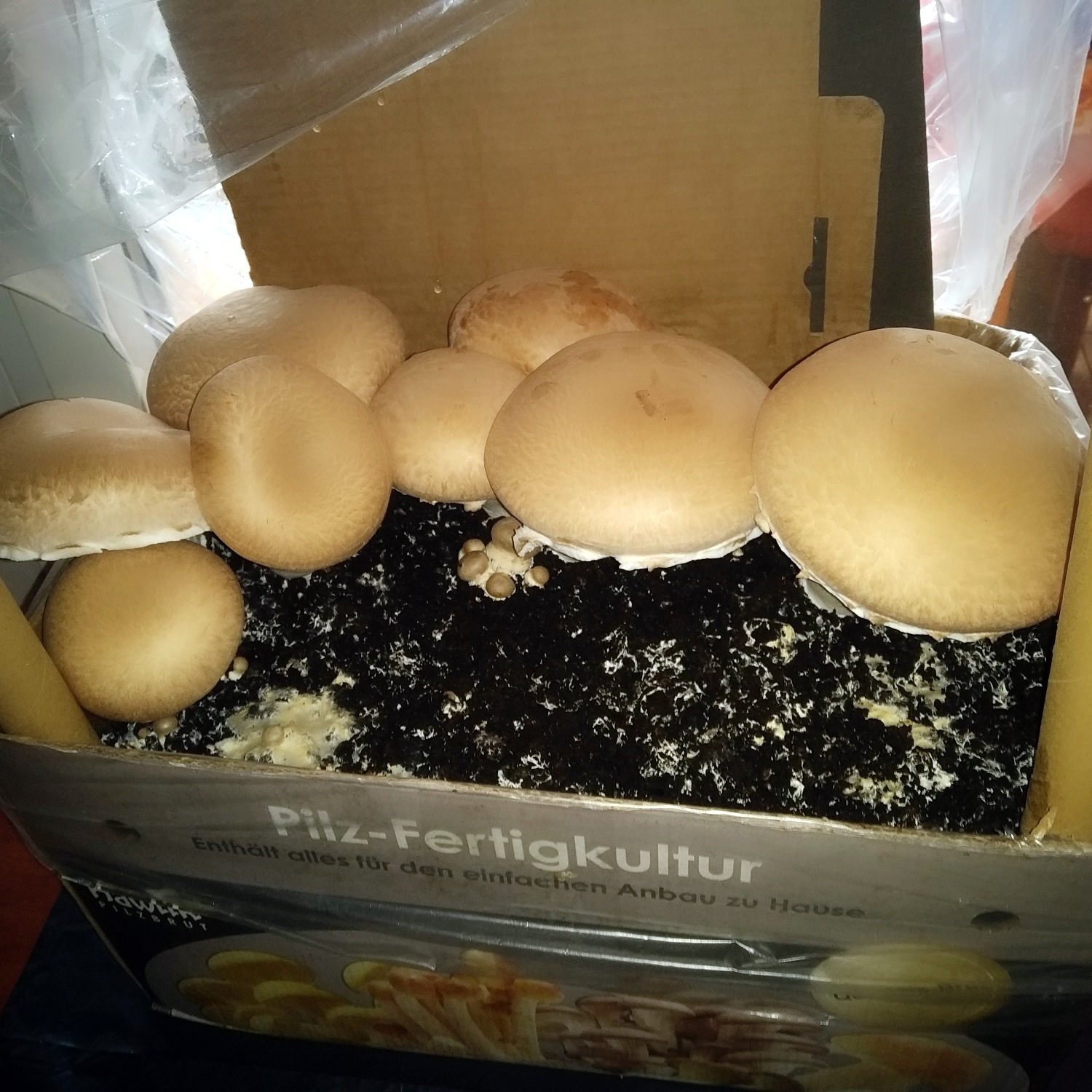
Steinchampignons in Heimzucht

### Kulturgeschichte
Der Zucht-Champignon ist weltweit der bedeutendste angebaute Speisepilz. Er wurde zuerst zur Zeit Ludwigs XIV. in Paris von Olivier de Serres kultiviert. Da die weitläufigen Pariser Katakomben dem Pilz gute Wachstumsbedingungen boten, wurde er dort seit der Zeit Napoleon Bonapartes bis zum Bau der Métro Ende des 19. Jahrhunderts im großen Stil angebaut und wird daher in Frankreich und auch in portugiesischsprachigen Regionen oft  champignon de Paris genannt.
Ausgewachsene braune Fruchtkörper werden seit einigen Jahren unter dem Handelsnamen „Portobello“ (oder auch „Grillchampignon“, „Riesenchampignon“) vermehrt zum Verkauf angeboten. Diese zeichnen sich äußerlich durch ihren großen Durchmesser und die großen dunklen Lamellen aus, geschmacklich durch ein kräftiges Aroma und eine feste Konsistenz. Oft werden die Pilze entstielt und (vor oder nach dem Garen) gefüllt, mit Käse überbacken oder als Fleischersatz im Hamburger verwendet.

### Inhaltsstoffe
Der Champignon besteht zu über 90 % aus Wasser, zu je über 3 % aus Kohlenhydraten (davon etwa ein Drittel Ballaststoffe) und Eiweiß sowie zu etwa 0,3 % aus Fett. Durch seinen Gehalt an Vitaminen, Proteinen und Ballaststoffen, den geringen Fettgehalt sowie den dadurch geringen physiologischen Brennwert ist der Champignon für die brennwertreduzierte Ernährung von Interesse. Er enthält vor allem die Vitamine B2, B3, B5, B7 und B9 sowie die Vitamine D, E und K und auch Kalium, Eisen und Zink. Der physiologische Brennwert beträgt etwa 67–92 kJ/100 g (16–22 kcal/100 g).
In einer Studie der Universitätsklinik Freiburg konnte demonstriert werden, dass Zuchtchampignons, die mit UV-B-Strahlung behandelt wurden, signifikante Mengen an Vitamin D2 bildeten (491 μg oder 19.640 IE pro 100 g Zuchtchampignons). Die Verabreichung der so angereicherten Zuchtchampignons waren Vitamin D2-Supplementen ebenbürtig.
Der Zucht-Champignon gilt als eine der wenigen Pilzarten, die schadlos roh genossen werden können. In den Fruchtkörpern wurde das Hydrazin-Derivat Agaritin nachgewiesen, das vor allem in jungen Exemplaren vorkommt. Der Pilz enthält zudem Enzyme, die dessen Abbau beschleunigen. Die entstehenden Stoffe standen im Verdacht, eine genotoxische oder karzinogene Wirkung zu besitzen. Bei einer neueren Untersuchung wurde jedoch festgestellt, dass Agaritin auch bei hohen Konzentrationen keinerlei gentoxische und karzinogene Wirkung besaß und sogar Leukämiezellen wirksam bekämpfen konnte, also eine antitumorale Wirkung hat. In einem neueren Review wird ein toxikologisches Risiko durch Agaritin in Champignons generell verneint.

## Taxonomie
Die wissenschaftliche Namensgebung für diese Art ist verworren. Basis (Basionym) des heutigen Namens ist Psalliota hortensis forma bispora, 1926 beschrieben durch den dänischen Mykologen Jakob Emanuel Lange. Diese wurde später als Psalliota bispora (Lange) Schaeff. & Moell. zur Art erhoben. Der Schweizer Mykologe Emil Josef Imbach transferierte ihn 1946 in die Gattung Agriotes (Psalliota gilt heute generell als Synonym davon). Tatsächlich war aber der Zuchtchampignon, als wilde und als kultivierte Art, zum Zeitpunkt der Erstbeschreibung schon viele Jahrzehnte den Mykologen bekannt. Da die Verwandtschaftsgruppe merkmalsarm und weit verbreitet ist, wurden von anderen Mykologen andernorts ähnliche Exemplare unter anderen Namen beschrieben, von denen die Fachkollegen unterschiedlicher Ansicht waren (und teilweise immer noch sind), ob diese zur selben oder zu anderen Arten gehören. So wurde der Zuchtchampignon lange Zeit irrtümlich als Agaricus campestris L. (oder eine Form oder Varietät davon) bezeichnet, in Wirklichkeit eine andere Art (die sich nicht kultivieren lässt). Der Name Agaricus hortensis (Cooke) Imai (erstbeschrieben als Agaricus campestris var. hortensis Cooke im Jahr 1871) wurde von vielen älteren Autoren für die Art verwendet. Er wäre zwar älter, und besäße damit Priorität, ist aber illegitim (jüngeres Homonym von Agaricus hortensis Pers.). Die amerikanische Art Agaricus brunnescens Peck  wurde im Jahr 1900 erstbeschrieben. Bei diesem ist umstritten, ob der Name auf dieselbe oder eine davon verschiedene Art zu beziehen ist, zahlreiche, insbesondere amerikanische Mykologen halten daher diesen für den eigentlich taxonomisch korrekten Namen der Art. Obwohl auf einem mykologischen Kongress im Jahr 1986 beschlossen wurde, den Namen Agaricus bisporus für den Zuchtchampignon formell festzuschreiben (zu konservieren), ist eine formelle Entscheidung bis heute nicht gefallen.
Agaricus bisporus gehört innerhalb der Gattung in die acht andere Arten umfassende Sektion Bivelares (früher Duploannulatae genannt), Subsektion Hortenses. Nach genetischen Daten könnte die Schwesterart Agaricus devoniensis sein. Eine nahe verwandte heimische Art ist der Stadt-Champignon (Agaricus bitorquis).